# Сага за Гретир
Сага за Гретир (на исландски: Grettis saga Ásmundarsonar) е исландска сага, написана през XIII или XIV в. и описваща събития, разиграли се между IX и X в. в Исландия. Авторът е неизвестен, но се смята, че сагата се основава на по-стара история за живота на Гретир, написана от Стурла Тордарсон. Текстът се е съхранил върху четири пергамента от XV в.
Гретир е доста особен герой, почти антигерой. Неговите намерения не са непременно лоши, но той има лош нрав и често върши неща, за които по-късно се разкайва; също така има и лош късмет, а действията му са с неочаквани негативни последици.

## Сюжет
Действието на сагата започва в края на IX век. Главният герой, храбрецът Гретир (996 — 1031 г.) е въведен в историята чак в глава XIV. Преди това сагата разказва за неговите баща, дядо и прадядо. Прадядо му Енунд Дървения крак, от когото явно Гретир наследил голямата си физическа сила, бил викинг. Той се преселил от Норвегия в Исландия и имал много синове. В детството си Гретир бил темпераментно и буйно дете, силно обичан от майка си Асдис и пренебрегван от баща си. Той бил и извънредно смел и успял да победи Глам, едно същество, типично за исландския фолклор – жив мъртвец. На два пъти Гретир бил обявяван извън закона (от които втория път, както сагата упоменава – за деяние, което е било по-скоро подвиг, а не престъпление). Отхвърлен от обществото, Гретир отбивал атаките на кръвните си врагове в продължение на деветнадесет дълги години, търсейки убежище из най-неприветливите и пусти кътчета на Исландия. Накрая когато бил на 35 години, враговете му успели да се справят с него с помощта на магия.
В историята присъстват доста свръхестествени елементи, има и препратки към други саги. Така например епизодът, в който Гретир намира съкровището в кургана, има паралел с многобройни други саги от древните времена, а този, в който неговият брат Торстейн пребивава в Константинопол (Миклагард на нордически език) – очевидно има връзка със сагата „Гнилата кожа“ („Morkinskinna“), описваща живота на Харалд Хардрада, норвежки конунг, който действително е бил на византийска служба в Константинопол.